# Велика Тернівка (Мелітопольський район)
Вели́ка Терні́вка (в минулому — Караджи, Тернівка, Тернівка Друга) — село в Україні, у Мелітопольському районі Запорізької області. Входить до складу Якимівської селищної громади. Населення становить 729 осіб. До 2020 орган місцевого самоврядування — Новоданилівська сільська рада.

## Географія
Село Велика Тернівка знаходиться на лівому березі річки Великий Утлюк, нижче за течією на відстані 2 км і на протилежному березі розташоване село Новоданилівка. Річка в цьому місці пересихає.

## Історія
- 1860 — дата заснування як колонії болгар Тернівка.
- Станом на 1886 рік в колонії болгар Тернівка Волконештської волості Мелітопольського повіту Таврійської губернії мешала 615 осіб, налічувалось 96 дворів, існувала школа[1].
- 7 (20) листопада 1917 року, відповідно до Третього Універсалу Української Центральної Ради, увійшло до складу Української Народної Республіки[2].

## Населення

### Мова
Розподіл населення за рідною мовою за даними перепису 2001 року:
| Мова            | Кількість | Відсоток |
| --------------- | --------- | -------- |
| російська       | 288       | 39.51%   |
| українська      | 268       | 36.76%   |
| болгарська      | 20        | 2.74%    |
| румунська       | 1         | 0.14%    |
| інші/не вказали | 152       | 20.85%   |
| Усього          | 729       | 100%     |

## Об'єкти соціальної сфери
- Школа.

## Постаті
- Бердник Олександр Олегович (1995—2017) — український військовик, учасник війни на сході України, матрос.